# Sandro Alfaro
Sandro Alfaro (San Carlos, 1 de janeiro de 1971) é um ex-futebolista costarriquenho que atuava como defensor.

## Carreira
Sandro Alfaro integrou a Seleção Costa-Riquenha de Futebol na Copa América de 1997.